# Albatros królewski
Albatros królewski (Diomedea epomophora) – gatunek dużego ptaka z rodziny albatrosów (Diomedeidae), gniazdującego na Wyspach Chatham, Campbella i Auckland w południowej części Pacyfiku oraz na południu Nowej Zelandii. Ptaki, które nie gniazdują, widuje się stale nad oceanami półkuli południowej.

## Taksonomia
Po raz pierwszy gatunek opisał René Primevère Lesson w 1825; nie podano lokalizacji holotypu. Autor nadał nowemu gatunkowi nazwę Diomedaea epomophora. Podgatunek D. (e.) sanfordi został opisany w 1917 przez Murphy’ego na podstawie holotypu odłowionego blisko 64 km od wybrzeża Corral (Chile). Bywa uznawany za osobny gatunek na podstawie różnic w morfologii i wielkości kolonii.

## Podgatunki i zasięg występowania
Opisano następujące podgatunki:
- albatros królewski (D. (e.) epomophora) – Ocean Antarktyczny oraz południowe rejony Oceanu Spokojnego, Atlantyckiego i Indyjskiego; gniazdują na Wyspie Campbella i Wyspach Auckland[6];
- albatros ciemnoskrzydły (D. (e.) sanfordi) – Ocean Antarktyczny oraz południowe rejony Oceanu Spokojnego, Atlantyckiego i Indyjskiego; gniazdują na Nowej Zelandii (Półwysep Otago na Taiaroa Head[8]), Enderby i Wyspach Chatham[7] (Forty-Fours, Sisters' Islands[8]).

## Morfologia
Wymiary dla ptaków podgatunku nominatywnego: długość ciała 107–122 cm; masa ciała samca 8,1–10,3 kg, samicy 6,52–9 kg, rozpiętość skrzydeł 290–351 cm. Masa ciała ptaków podgatunku D. (e.) sanfordi wynosi 6350–8804 g. Głowa i ciało u ptaków podgatunku nominatywnego są czysto białe. Skrzydła są czarne z białą krawędzią. Sterówki białe, u młodych ptaków z czarnym końcem. Samice są nieco bardziej matowe i mniejsze. Osobniki młodociane mają ciemniejsze skrzydła oraz czarne plamki na grzbiecie, bokach ciała, wierzchu głowy i ogonie. Dorosłe osobniki D. (e.) sanfordi mają białe całe ciało z wyjątkiem czarnych skrzydeł oraz ciemnej tylnej krawędzi i końcówki spodu skrzydła. Osobniki młodociane wyróżniają się mało widocznym brązowym znakowaniem na wierzchu głowy, wyraźniej zaznaczonym czarnym znakowaniem w dolnej części grzbietu i na kuprze oraz czarnym paskiem na końcu ogona. Dziób albatrosów tego podgatunku jest duży, różowy z bulwiastą końcówką i czarnymi krawędziami na górnej szczęce. U ptaków w okresie lęgowym dziób może przybrać intensywniejszą barwę. Tęczówka brązowa, stopy od różowych po niebieskobiałe z niebieskawą błoną pławną.

## Ekologia i zachowanie
Albatrosy królewskie lęgną się na pokrytych kępami traw zboczach, grzbietach i płaskowyżach. Na Wyspie Campbella gnieżdżą się między 180 a 350 m n.p.m. Żerujące na oceanie ptaki odnotowywane są zwykle na wodach Nowej Zelandii i państw południowoamerykańskich. Przedstawiciele D. (e.) sanfordi pojawiają się nad wodami o temperaturze 6–20 °C. Albatrosy królewskie żywią się kałamarnicami (jak Onykia ingens i Histioteuthis atlantica), rybami, skorupiakami, osłonicami Salpida i martwymi pingwinami. Albatrosy królewskie odzywają się chrypliwym trajkotem i jękliwymi dźwiękami, przedstawiciele obydwu podgatunków nie różnią się znacząco głosem.

### Lęgi

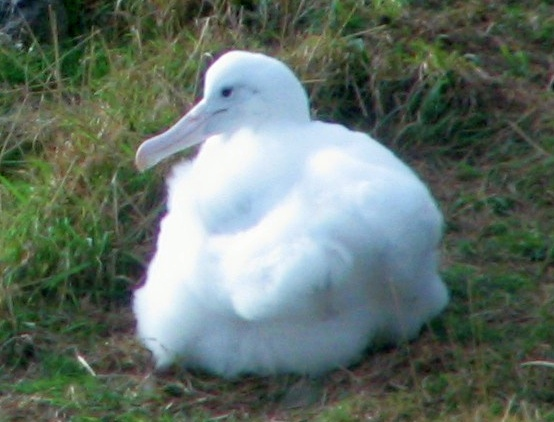
Pisklę podgatunku D. (e.) sanfordi

Albatrosy królewskie wyprowadzają lęgi co dwa lata. Jaja składane są pod koniec listopada lub na początku grudnia. Zniesienie liczy 1 jajo. Przeważnie ptaki te łączą się w pary na całe życie. Wysiadują oboje rodzice; inkubacja trwa blisko 79 dni. Młode są karmione przez oboje rodziców. Opierzają się w pełni po 236–244 dniach życia. Dojrzałość płciową uzyskują zwykle w wieku 9–11 lat. Pewna samica podgatunku D. (e.) sanfordi z Taiaroa Head, nazwana „Grandma”, w 1989 wyprowadziła lęg, gdy miała minimum 61–62 lata (została zaobrączkowana pod koniec 1937 już jako ptak dorosły), po tymże roku nie była już widziana. Ten rekord pobiła inna samica, „Wisdom”, która w 2016 na atolu Midway wyprowadziła lęg, mając 65 lat.

## Status zagrożenia
IUCN uznaje odmienne statusy zagrożenia dla obydwu podgatunków (2021): narażony (VU, Vulnerable) dla D. (e.) epomophora i zagrożony (EN, Endangered) dla D. (e.) sanfordi. Populacje z wysp Enderby i Auckland (Wyspy Auckland) były niegdyś (do lat 30. XX wieku) trzebione przez ludzi, rozwój rolnictwa i introdukowane ssaki. Na Auckland świnie i koty nadal zjadają jaja i pisklęta. Na Campbell i Enderby rozprzestrzeniają się krzewy Dracophyllum, które mogą ograniczać albatrosom miejsce do rozrodu. Albatrosy królewskie łapią się również we włoki i linki haczykowe przy okazji połowów ryb. W 1985 na wyspach Chatham wystąpił sztorm, który częściowo zmył glebę z wysp i zniszczył większość roślinności w obszarach lęgowych tego ptaka. W latach ok. 1980–2000 stwierdzano występowanie stosunkowo cienkich skorupek i obumierania piskląt w jajach u ptaków D. (e.) sanfordi, jednak nie stwierdzono związku z zanieczyszczeniami. Na Taiaroa Head stwierdzono drapieżnictwo ze strony introdukowanych gronostajów (Mustela erminea) i kotów.